# Midway (Gadsden County, Florida)
Midway ist eine Stadt im Gadsden County im US-Bundesstaat Florida. Das U.S. Census Bureau hat bei der Volkszählung 2020 eine Einwohnerzahl von 3.537 ermittelt.

## Geographie
Midway liegt rund 15 Kilometer südöstlich von Quincy sowie etwa 10 Kilometer nordwestlich von Tallahassee.

## Demographische Daten
Laut der Volkszählung 2010 verteilten sich die damaligen 3004 Einwohner auf 1204 Haushalte. Die Bevölkerungsdichte lag bei 303,4 Einw./km². 10,0 % der Bevölkerung bezeichneten sich als Weiße, 86,0 % als Afroamerikaner, 0,2 % als Indianer und 0,9 % als Asian Americans. 1,7 % gaben die Angehörigkeit zu einer anderen Ethnie und 1,2 % zu mehreren Ethnien an. 3,8 % der Bevölkerung bestand aus Hispanics oder Latinos.
Im Jahr 2010 lebten in 45,9 % aller Haushalte Kinder unter 18 Jahren sowie 11,5 % aller Haushalte Personen mit mindestens 65 Jahren. 73,4 % der Haushalte waren Familienhaushalte (bestehend aus verheirateten Paaren mit oder ohne Nachkommen bzw. einem Elternteil mit Nachkomme). Die durchschnittliche Größe eines Haushalts lag bei 2,79 Personen und die durchschnittliche Familiengröße bei 3,25 Personen.
34,3 % der Bevölkerung waren jünger als 20 Jahre, 33,2 % waren 20 bis 39 Jahre alt, 23,9 % waren 40 bis 59 Jahre alt und 8,8 % waren mindestens 60 Jahre alt. Das mittlere Alter betrug 31 Jahre. 45,3 % der Bevölkerung waren männlich und 54,7 % weiblich.
Das durchschnittliche Jahreseinkommen lag bei 45.536 $, dabei lebten 19,8 % der Bevölkerung unter der Armutsgrenze.
Im Jahr 2000 war Englisch die Muttersprache von 100 % der Bevölkerung.

## Verkehr
Midway wird von der Interstate 10 und dem U.S. Highway 90 (SR 10) durchquert. Der nächste Flughafen ist der rund 15 Kilometer südöstlich gelegene Tallahassee International Airport.